# Djurö landskommun
Djurö landskommun var en tidigare kommun i Stockholms län.

## Administrativ historik
Den 1 januari 1863, när kommunalförordningarna började tillämpas, skapades över hela riket cirka 2 500 kommuner, varav 89 städer, 8 köpingar och resten landskommuner.
Då inrättades i Djurö socken i Värmdö skeppslag i Uppland denna kommun
1952 genomfördes den första av 1900-talets två genomgripande kommunreformer i Sverige. Då ombildades Djurö till "storkommun" genom sammanläggning med de tidigare kommunerna Möja och Nämdö.
Nästa kommunreformen genomfördes här år 1974 och innebar att Djurö kommun upphörde och lades samman med Värmdö kommun.
Kommunkoden 1952-1967 var 0219 och därefter 0119.

### Kyrklig tillhörighet
I kyrkligt hänseende tillhörde kommunen Djurö församling. Den 1 januari 1952 tillkom Möja församling och Nämdö församling. Sedan 2002 omfattar Djurö, Möja och Nämdö församling samma område som Djurö landskommun efter 1952.

## Geografi
Djurö landskommun omfattade den 1 januari 1952 en areal av 170,12 km², varav 167,29 km² land. Efter nymätningar och arealberäkningar färdiga den 1 januari 1955 omfattade landskommunen den 1 januari 1961 en areal av 179,47 km², varav 176,15 km² land.

### Tätorter i kommunen 1960
I Djurö landskommun fanns den 1 november 1960 ingen tätort. Tätortsgraden i kommunen var då alltså 0,0 procent.

## Politik

### Mandatfördelning i valen 1938–1970
| 8 | 12 |

| 20 |

| 6 | 14 |

| 19 |

| 7 | 13 |

| 19 |

| 7 | 23 |

| 29 |

| 8 | 22 |

| 30 |

| 8 | 22 |

| 30 |

| 10 | 12 | 8 |

| 25 | 5 |

| 8 | 3 | 10 | 9 |

| 25 | 5 |

| 11 | 10 | 9 |

| 25 | 5 |